# روبرت وليامز
روبرت وليامز (بالإنجليزية: Robert Williams)‏ (و. 1894 – 1931 م) هو ممثل، وممثل مسرحي، من الولايات المتحدة الأمريكية، توفي في هوليوود، كاليفورنيا، عن عمر يناهز 37 عاماً.

## الخدمة العسكرية
خدم في القوات البرية للولايات المتحدة.

## وصلات خارجية
- روبرت وليامز على موقع IMDb (الإنجليزية)
- روبرت وليامز على موقع أول موفي (الإنجليزية)
- روبرت وليامز على موقع قاعدة بيانات برودواي على الإنترنت (الإنجليزية)
- روبرت وليامز على موقع قاعدة بيانات برودواي على الإنترنت (الإنجليزية)
- روبرت وليامز على موقع قاعدة بيانات الفيلم (الإنجليزية)